# Yaoshanicus
Yaoshanicus es una género de peces de la familia
Cyprinidae. Incluye a dos especies de agua dulce que se distribuyen por el este de Asia:
- Yaoshanicus arcus S. Y. Lin, 1931
- Yaoshanicus kyphus Đ. Y. Mai, 1978